# Орден «Достык»
О́рден «Достык» (каз. Достық ордені) — государственная награда Республики Казахстан.
Орденом Достык награждаются граждане за плодотворную работу по сохранению взаимного согласия в обществе, заслуги в укреплении мира, дружбы и сотрудничества между народами.

## История
Орден «Достык» был учреждён Законом от 12 декабря 1995 года за № 2676 «О государственных наградах Республики Казахстан» в одной степени, однако Законом Республики Казахстан от 26 июля 1999 года за № 462-1 был разделён на две степени, а также принял новый облик. Является казахстанским правопреемником советского ордена Дружбы народов, от которого он получил ленту.

## Степени
Орден имеет две степени:
- Орден «Достык» I степени состоит из звезды и знака ордена на плечевой ленте;
- Орден «Достык» II степени состоит из знака на нагрудной колодке.

Награждение может быть произведено без учёта последовательности.

## Описание
Орден имел два типа знака:

### I тип
Орден «Достык» представляет собой многоступенчатый круг в виде вытянутых треугольных лучей. В центре ордена расположен земной шар, на нём на тускло-зелёном фоне из горячей эмали две раскрытые ладони, поддерживающие стилизованный белый цветок жизни. В нижней части шара на вишневом фоне написано название ордена «Достык».
Изготовляется орден из серебра, покрывается золотом, диаметр ордена — 48 мм.
Орден «Достык» при помощи ушка и кольца соединяется с колодкой пятиугольной формы из латуни. Высота колодки — 36,5 мм, ширина — 38 мм с рамкой в верхней и нижней частях.
Колодка обтягивается муаровой лентой. Посредине ленты красная полоса с двумя узкими продольными желтыми полосами. Слева от красной полосы находится синяя, а справа — зелёная полоса.

### II тип
Знак ордена изготавливается из позолоченного серебра и выглядит как девятиконечная звезда, лучи которой имеют лепестковую форму и продольно покрыты эмалью белого и голубого цвета. Между лучами размещены элемент национального орнамента и равновеликие двугранные штралы, символизирующие солнечные лучи. В центре звезды медальон с золотым изображением географической карты части Малой и Средней Азии, в центре с контурным изображением эмалью голубого цвета границ Казахстана, изображения морей покрыты эмалью голубого цвета. Медальон окаймлён каймой голубой эмали с надписью внизу золотом «ДОСТЫҚ».
Звезда ордена серебряная, девятиконечная, формируемая разновеликими двугранными лучами. В лучи звезды в прямой крест вставлены фианиты, имитирующие бриллианты, а в косой крест — до половины. Между лучами положена голубая эмаль, покрывающая бороздки. На серебряную звезду наложена золотая восьмиконечная звезда с двугранными прямыми лучами, в центре которой медальон с золотым изображением географической карты части Малой и Средней Азии, в центре с контурным изображением эмалью голубого цвета границ Казахстана, изображения морей покрыты эмалью голубого цвета. Медальон окаймлён золотой каймой с вставленными полукругом рубинами, и внизу надписью «ДОСТЫҚ», углублённой и залитой голубой эмалью.
Знак ордена 1 степени несколько большего размера, чем 2 степени.
Знак ордена 1 степени крепится к чрезплечной ленте шириной 100 мм.
Знак ордена 2 степени при помощи ушка и кольца крепится к шестиконечной нагрудной колодке, обтянутой орденской лентой шириной 32 мм.

## Орденская монета
В 2009 году Национальным банком Республики Казахстан выпущена в оборот памятная монета с изображением звезды ордена «Достык» I степени, номиналом 50 тенге из медно-никелевого сплава.

## Галерея
- Знак ордена 1 типа (пробник)
- Звезда ордена 1 степени
- Знак ордена 1 степени
- Миниатюры ордена 1 и 2 степени
- Монета с изображением звезды ордена 1 степени номиналом в 50 тенге